# Bimbo (périodique)
Pour les articles homonymes, voir Bimbo (homonymie).
Bimbo est le nom de plusieurs périodiques de bande dessinée disparus. Tout d'abord, un hebdomadaire belge publié de 1944 à la fin des années 1940 par Guy Depière, auquel Maurice Tillieux fournit un grand nombre de planches. Ensuite, un mensuel publié de juin 1954 à février 1956, auxquels contribuèrent des dessinateurs comme Maxime Roubinet, Pierre Le Goff et surtout Nicola Del Principe.

## Première série
- Bimbo, Romarin et Miksy de Maurice Tillieux.
- Les Deux Obscurs de Maurice Tillieux.
- Les Débrouillards de Maurice Tillieux.
- Zénobie de Maurice Tillieux.
- Les Deux Complices de Maurice Tillieux.

#### Livres
: document utilisé comme source pour la rédaction de cet article.
- Frans Lambeau, « Bimbo », dans Dictionnaire illustré de la bande dessinée belge : de la libération aux fifties (1945-1950), Liège, Les Éditions de la Province de Liège, 2016, 327 p., ill. ; 27 cm (ISBN 9782390100294 et 2390100295, OCLC 949771202, présentation en ligne), p. 37.